# Tim Mitchell
Tim Mitchell (* 1960) je anglický spisovatel. Studoval na Goldsmiths v Londýně a také na Kentské univerzitě v Canterbury. V roce 1999 vydal u londýnského nakladatelství Peter Owen Publishers knihu There's Something About Jonathan, což byla biografie hudebníka Jonathana Richmana a jeho skupiny The Modern Lovers. O čtyři roky publikoval knihu Sedition and Alchemy o hudebníkovi Johnu Caleovi. I tuto knihu vydala společnost Peter Owen Publishers. Roku 2006 následovala kniha Sonic Transmission o skupině Television. Knihu vydalo nakladatelství Glitter Books. V roce 2009 vydal knihu Truth and Lies in Murder Park: A Book About Mr Luke Haines, která se soustřeďuje na fiktivní sídlo hudebníka Luka Hainese. Do angličtiny překládal básně francouzského básníka Alberta Mérata, o němž rovněž napsal knihu. Rovněž se věnuje hudbě, hraje na kytaru. Nahrál album News from Other Planets, na němž hudebně doprovázel recitování básníka Jeremyho Reeda.

## Dílo
- There's Something About Jonathan: Jonathan Richman and the Modern Lovers (1999)
- Sedition and Alchemy: A Biography of John Cale (2003)
- Sonic Transmission: Television, Tom Verlaine and Richard Hell (2006)
- Truth and Lies in Murder Park: A Book About Mr Luke Haines (2009)
- Light Fields (2013)
- Albert Mérat: Rimbaud's Seer (2023)